# Wolseley Seven
La Seven è un'autovettura di piccole dimensioni prodotta dalla Wolseley dal 1922 al 1925.
Il modello aveva montato un motore in linea a due cilindri, valvole laterali, raffreddato ad acqua da 983 cm³ di cilindrata. Le ruote erano in legno.
La vettura era offerta un solo tipo di carrozzeria, coupé due porte.